# National Grid

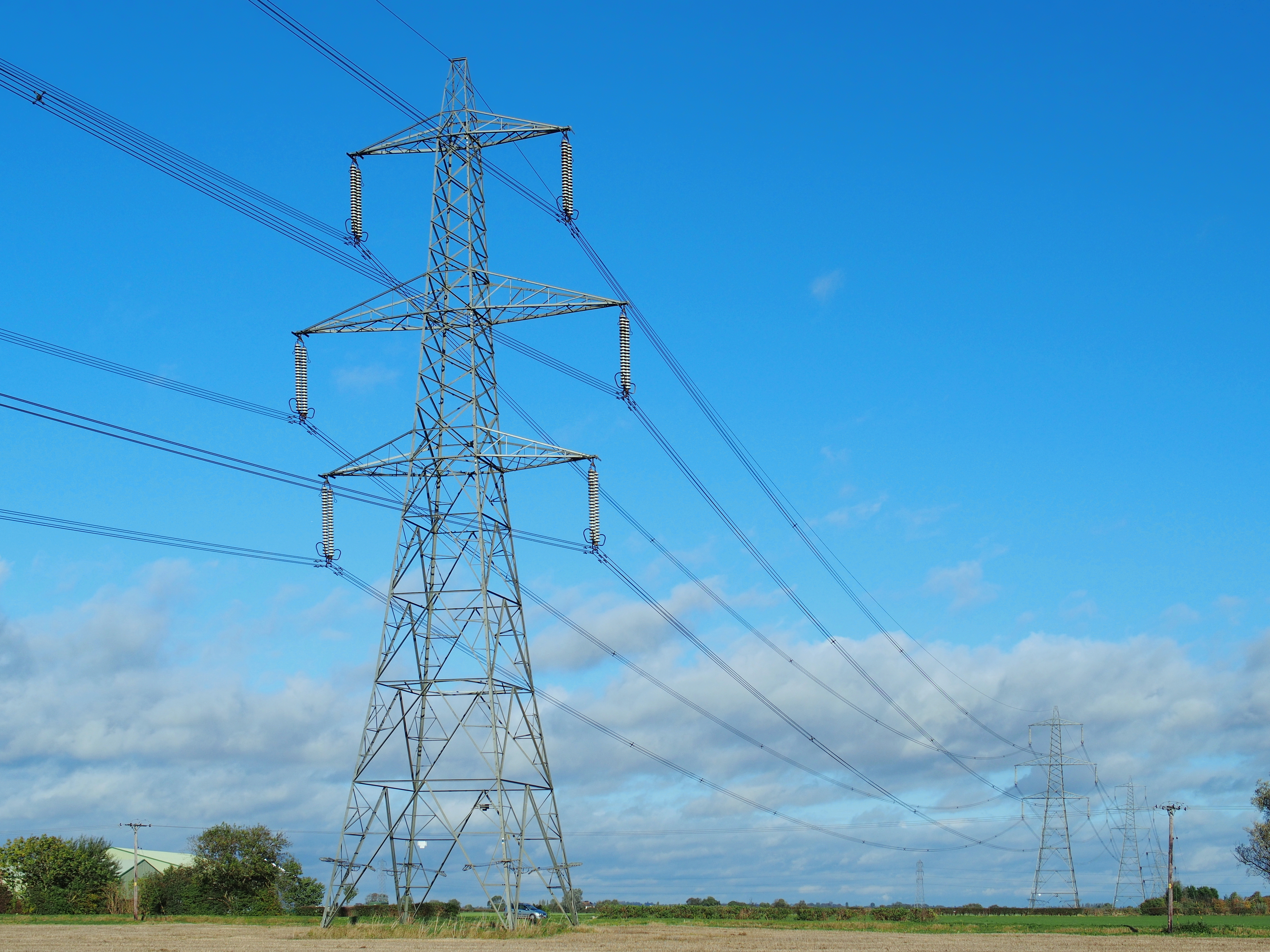
Typisches Erscheinungsbild einer National-Grid-Verbundleitung in England

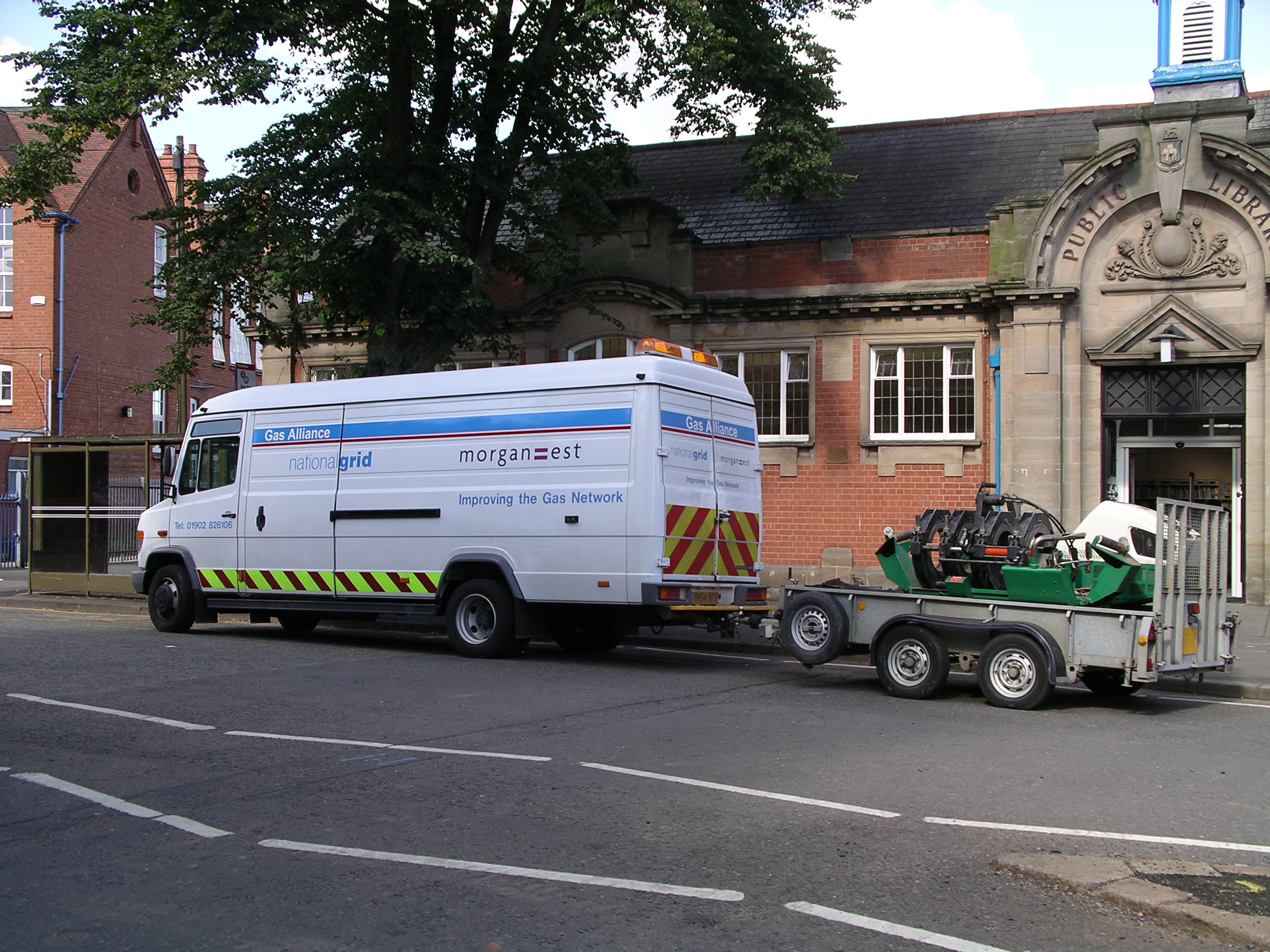
National-Grid-Van in Coventry

National Grid plc (bis 2005 National Grid Transco plc) ist ein börsennotierter britischer Übertragungsnetzbetreiber mit Sitz in London.
National Grid besitzt die Übertragungsnetze in England und betreibt Strom- und Gasnetze in Großbritannien, den Vereinigten Staaten und in Australien. Vorwiegend ist National Grid in Großbritannien tätig. Das Tochterunternehmen National Grid USA ist im S&P 500 gelistet.

## Geschichte
Die Ursprünge des National Grid gehen auf ein Gesetz von 1926 zurück, das die Schaffung eines nationalen Verbundnetzes anordnete. Zu der Zeit bestand die englische Stromversorgung aus abgegrenzten Versorgungsgebieten lokaler Netzbetreiber mit unterschiedlichen Netzspannungen, Netzfrequenzen und teilweise sogar Gleichstrom.
1927 wurde das Central Electricity Board unter der Leitung von Andrew Rae Duncan gegründet. 1928 begann der Aufbau eines 132-kV-Stromnetzes, das bereits als National Grid bezeichnet wurde.
National Grid plc entstand 1990 aus der Aufspaltung des Central Electricity Generating Board (CEGB). Die Aktien von National Grid wurden an die 12 regionalen Energieversorger in England verteilt. Am 11. Dezember 1995 wurden die Aktien erstmals an der London Stock Exchange gehandelt. Die 12 ursprünglichen Aktionäre haben die meisten ihrer Aktien innerhalb eines Jahres über die Börse verkauft.
Das Übertragungsnetz der britischen Hauptinsel wurde ab 1999 als UKTSOA (UK Transmission System Operators Association) bezeichnet, bis zur Eingliederung in den Verband Europäischer Übertragungsnetzbetreiber (ENTSO-E) 2009.
In den 2000er Jahren erfolgte der Einstieg in den US-amerikanischen Markt durch die Übernahme von mehreren Energieversorgern im Nordosten der USA (z. B. Niagara Mohawk Power Corporation, seinerzeit Bauherr des Kernkraftwerk Nine Mile Point).
2007 begann National Grid ein Joint Venture mit TenneT zur Verlegung und zum Betrieb des Seekabels BritNed.
Im Juli 2019 vollendete National Grid die Übernahme des Wind- und Sonnenenergie-Entwicklers Geronimo Energy, der seitdem unter National Grid Renewables firmiert.
Nach dem Brexit 2021 verbleibt nur der nordirische System Operator for Northern Ireland Ltd (SONI) als ENTSO-E Mitglied. Die drei ausgeschiedenen Betreiber des Netzes auf der Hauptinsel Großbritannien (National Grid Electricity Transmission sowie in Schottland SSE plc und ScottishPower) bilden den National Grid Electricity System Operator (NGESO), der täglich 730 GWh überträgt und für 2025 Zero Carbon anstrebt, wobei Atomenergie als kohlenstofffrei gerechnet wird.